# SeaOrbiter
O SeaOrbiter é um protótipo do primeiro navio vertical do mundo, que é ao mesmo tempo uma espécie de estação oceanográfica, idealizado pelo arquiteto francês Jacques Rougerie, de 64 anos. Sua intenção é possibilitar novas possibilidades de exploração do fundo do mar.
O projeto já recebeu apoio de um grande estaleiro francês e do ex-presidente francês Nicolas Sarkozy.